# Mulai Hassan
Mulai el-Hassan (àrab: مولاي الحسن, mūlāy al-Ḥassan; amazic estàndard marroquí: ⵎⵓⵍⴰⵢ ⵍⵃⴰⵙⴰⵏ, mulay Lḥasan), també anomenat Hassan, al-Hassan o el-Hassan ben Mohammed (Rabat, 8 de maig de 2003), és el príncep hereu del Marroc. És el fill gran del rei Mohammed VI i de la princesa lalla Salma.
Des del 8 de maig de 2003 té el títol de Sa Altesa Reial.

## Biografia
Mulai el-Hassan és el fill gran de Mohammed VI, rei del Marroc (que regna des de 1999), i lalla Salma Bennani. Des dels inicis dels seus estudis assisteix al Col·legi Reial de Rabat.
Mulai el-Hassan té una germana petita, lalla Khadija, nascuda el 28 de febrer de 2007.
Paral·lelament als seus estudis, el príncep representa regularment al seu pare en alguns actes oficials (va assistir als funerals d'Enric d'Orléans, comte de París, i als de l'antic president francès Jacques Chirac), per tal d'aprendre progressivament els fonaments del poder que li permetran assumir les seves futures responsabilitats reials.
El juny de 2020, Mulai El-Hassan va obtenir el batxillerat, en el sector econòmic i social (ES), amb matrícula d'honor. Després va estudiar humanitats i ciències socials a la Universitat Politècnica Mohammed VI (UM6P). Va iniciar els seus estudis a la Facultat de Governació, Ciències Econòmiques i Socials (FGSES) Al-Hakama de Sala El-Jadida, afiliat a la UM6P de Ben Guerir. Va optar per especialitzar-se en relacions internacionals.

## Successió al tron
L'article 20 de la Constitució del Marroc del 13 de setembre de 1996, després l'article 43 de l'actual Constitució de 2011, preveu que Mulai el-Hassan és el príncep hereu del Regne del Marroc. És el primer en la línia de successió de la dinastia alauita que ha governat el Marroc durant gairebé quatre segles.
L'article 44 de la nova constitució estableix que «el Rei és menor d'edat fins als 18 anys».

## Honors
- Gran Cordó de l'Orde de la República de Tunísia (2014)[9]